# Tomasz Nowicki
Tomasz Nowicki (ur. 8 października 1978 w Kłodzku) – polski historyk sztuki, nauczyciel akademicki, dyrektor Muzeum Filumenistycznego w Bystrzycy Kłodzkiej w latach 2009–2020; samorządowiec.

## Życiorys
Urodził się w 1978 roku w Kłodzku. Uczęszczał do Szkoły Podstawowej nr 1 im. Janusza Korczaka w Lądku-Zdroju, a następnie miejscowego Liceum Ogólnokształcącego im. Andrzeja Zawady. Po pomyślnie zdanym egzaminie dojrzałości, rozpoczął w 1997 roku studia na kierunku historia sztuki na Wydziale Nauk Historycznych i Pedagogicznych Uniwersytetu Wrocławskiego, uzyskując w 2002 roku magisterium. Był stypendystą Ministerstwa Spraw Zagranicznych Holandii w ramach programu MATRA. Ukończył ponadto podyplomowe studia dziennikarskie na Papieskim Wydziale Teologicznym we Wrocławiu.
W latach 2002–2007 i w 2008 roku pracował w Muzeum Ziemi Kłodzkiej w Kłodzku, gdzie prowadził Dział Sztuki. Był współtwórcą Galerii Muzealnej im. Michała Klahra Starszego w rodzinnym Lądku-Zdroju. Ponadto pracował jako nauczyciel akademicki na Wydziale Turystyki Wyższej Szkoły Zarządzania „Edukacja” w Kłodzku; aktualnie wykłada w Wyższej Szkole Medycznej w Kłodzku. Od 1 stycznia 2009 roku po wygranym konkursie pełnił funkcję dyrektora Muzeum Filumenistycznego w Bystrzycy Kłodzkiej. Przestał pełnić tę funkcję w grudniu 2020 roku, w związku z objęciem funkcji prodziekana ds. studenckich w kłodzkiej uczelni medycznej.
Jest także aktywnym samorządowcem. W latach 2014–2018 zasiadał w Radzie Miasta i Gminy Lądek-Zdrój, będąc jej przewodniczącym. Z listy Prawa i Sprawiedliwości zasiada w Radzie Powiatu Kłodzkiego VI kadencji (od 2018 roku), do 27 października 2020 w Klubie Radnych PiS.
W 2019 roku powołany został na funkcję prezesa Fundacji Międzynarodowych Festiwali Chopinowskich w Dusznikach-Zdroju. Jednak ostatecznie funkcji tej nie objął. Jest członkiem krakowskiego oddziału Katolickiego Stowarzyszenia Dziennikarzy, dolnośląskiego oddziału Stowarzyszenia Dziennikarzy Polskich, kłodzkiego oddziału Polskiego Towarzystwa Historycznego oraz Mocnej Grupy Blogerów.

## Źródła
- Ponikowska Łada, Sikorski Marek, [w:] „Popularna Encyklopedia Ziemi Kłodzkiej”, pod red. J. Laski i M. Kowalcze, t. 3, Kłodzko 2011, s. 32.
- Prywatna strona Tomasza Nowickiego. [on-line] [dostęp 2021-02-03]